# بريندون هارتلي
بريندون هارتلي (بالإنجليزية: Brendon Hartley)‏ (و. 1989  م) هو سائق سيارة سباق نيوزيلندي، ولد في بالميرستون نورث، شارك في 2014 FIA World Endurance Drivers' Championship ‏، و2016 FIA World Endurance Drivers' Championship ‏، و2015 FIA World Endurance Drivers' Championship ‏، ولو مان 24 ساعة.

## التعليم
تعلم في Palmerston North Boys' High School ‏.

## روابط خارجية
- بريندون هارتلي على موقع Racing-Reference.info (الإنجليزية)
- بريندون هارتلي على موقع DriverDB.com (الإنجليزية)